# چارلز کلگ
چارلز کلگ (به انگلیسی: Charles Clegg) (زاده ۲۹ ژوئن ۱۹۱۶، مرگ ۲۵ اوت ۱۹۷۹) یک مورخ و عکاس آمریکایی بود.